# Hochwaidkopf
Der Hochwaidkopf ist ein auffälliger Felskopf in der Nähe der Rofelewand im Kaunergrat in den Ötztaler Alpen. Er ist höher und schroffer als die beiden benachbarten Gipfel der „ersten Reihe“, Rappenkopf und Rosskopf. Er ist der Kulminationspunkt eines oberhalb der Arzler Alm ansetzenden Gratzuges, der über ihn zur Rofelewand weiterzieht. Seine äußerst schwierig und regelmäßig aussehenden Plattenfluchten geben ihm ein unverwechselbares Aussehen. Auf seinem plateauartigen Gipfel befindet sich ein Steinmann mit Markierungsstange.

## Routen
Über diesen Berg schweigt sich der Alpenvereinsführer ganz aus, jedoch ist er in der Alpenvereinskarte 30/3 (Kaunergrat) vermerkt.
Der Anstiegsweg führt von der Arzler Alm auf dem markierten Steig Richtung Kreuzjoch hinauf auf die Hochebene unterhalb der Rofelewand. Weiter dem Steig aufwärts folgen bis man leicht nördlich des ansetzenden Grates des Hochwaidkopfes ist. Nun weglos empor in steilem Gelände nach Südwesten am Fuße der höher werdenden Gratflanke entlang. An einigen Gratscharten und an den Plattenfluchten des Hochwaidkopfs vorbei bis steile, aber begehbare Geröllhänge den Aufstieg zu einer Gratscharte südwestlich des Gipfels ermöglichen. Mühsam empor zur Scharte und leicht links der Gratschneide über steile Platten zum Gipfelplateau mit Steinmann.

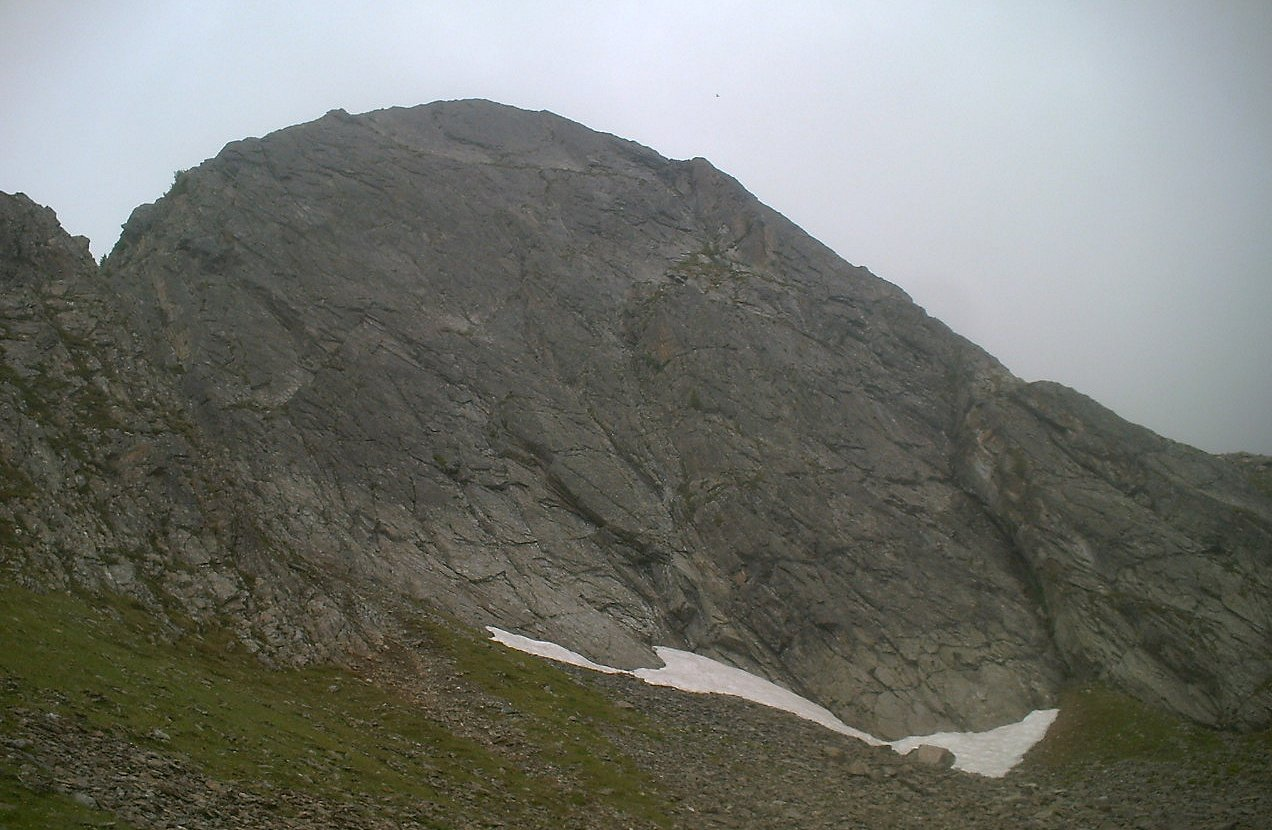
Die Plattenfluchten des Hochwaidkopfes
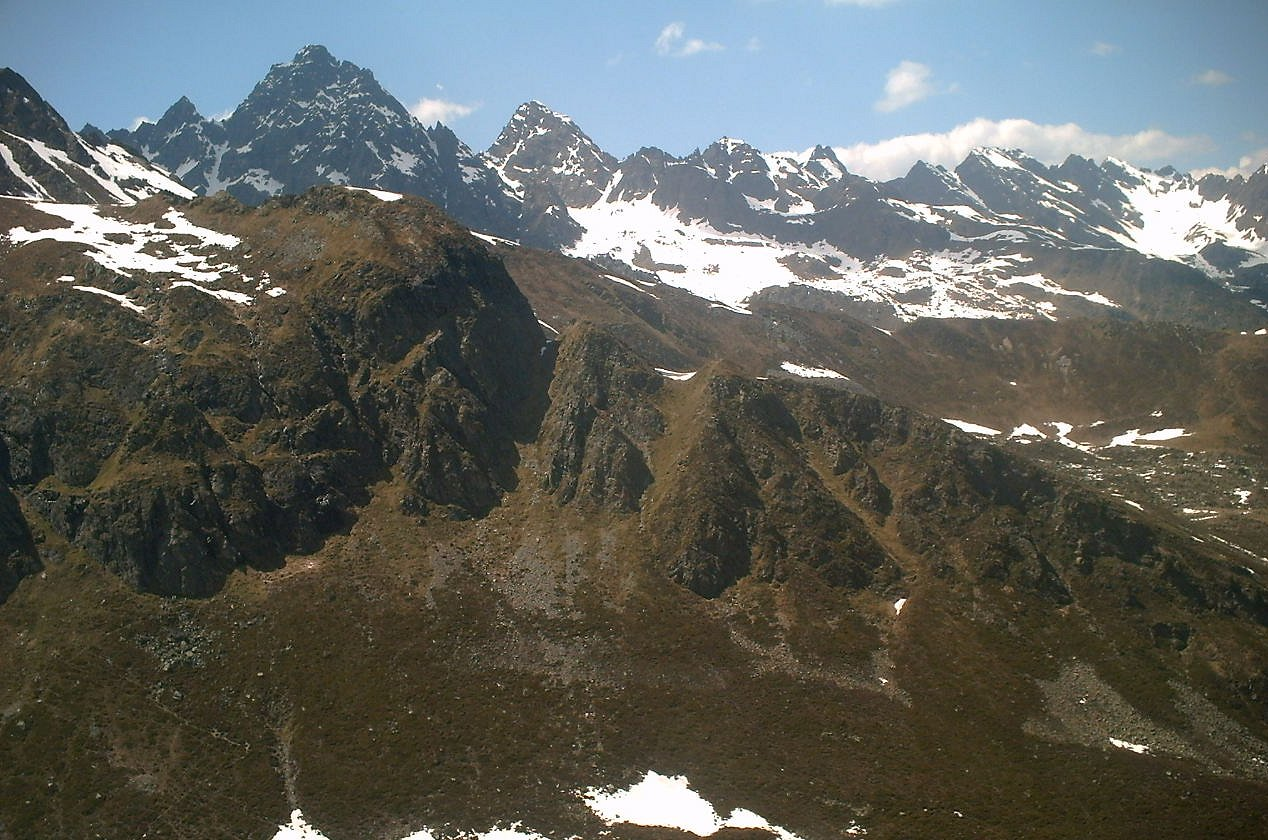
Hochwaidkopf vom Rappenkopf (Von Osten)
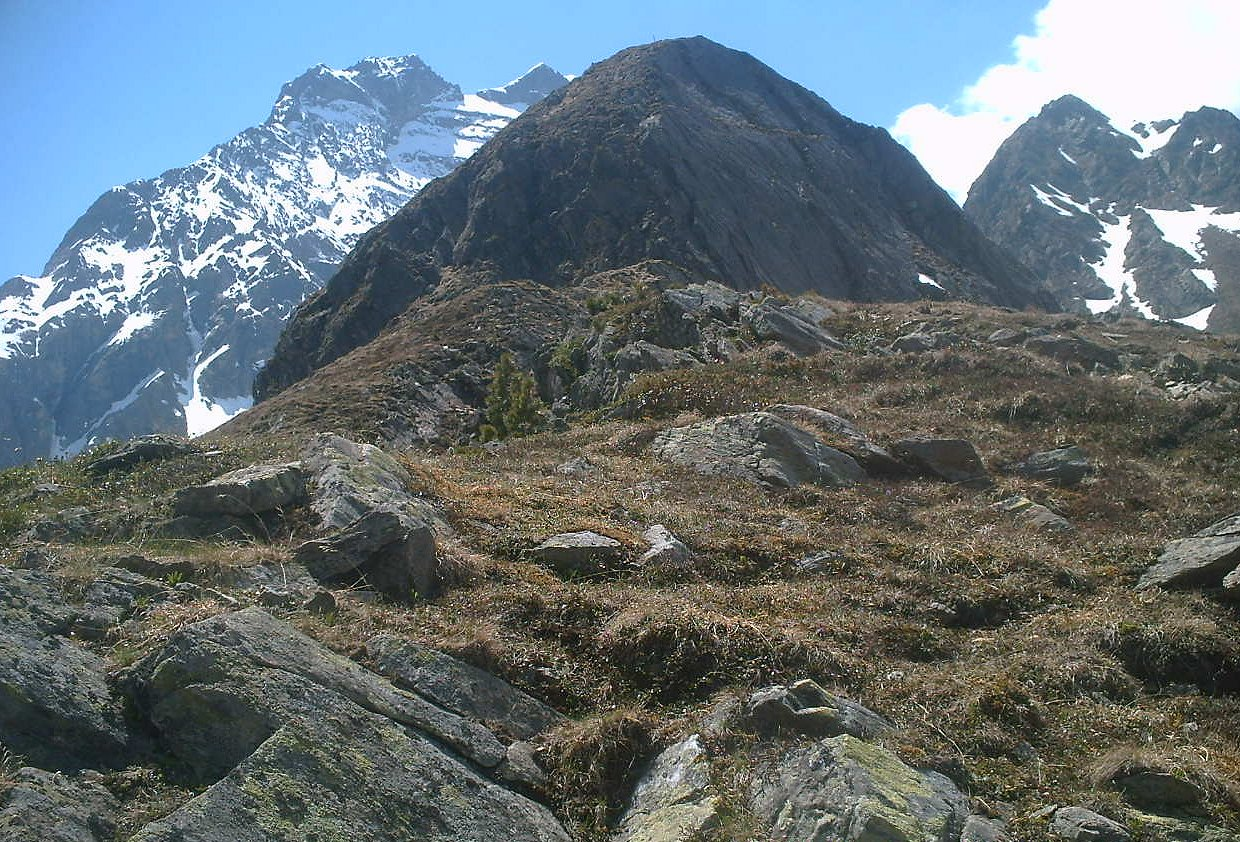
Hochwaidkopf und Rofelewand